# 費德里科·阿格利亞迪
費德里科·阿格利亞迪（義大利語：Federico Agliardi；1983年2月11日—）是一位意大利足球運動員。在場上的位置是守門員。他現在效力於意大利足球乙級聯賽球隊切塞納足球俱樂部。他也曾經效力於博洛尼亞。